# Ј
Ј, j (en cursiva J, j) és una lletra de l'alfabet ciríl·lic, emprada en les llengües sèrbia, macedònica, àzeri i altaic.
En serbi, macedònic i àzeri representa la palatal /j/, i reemplaça la lletra ciríl·lica tradicional Й en la nova versió de l'alfabet editada per Vuk Karadžić.